# Nursultan Nazarbàiev
Nursultan Nazarbàiev (kazakh: Нұрсұлтан Әбішұлы Назарбаев)  (Ushqonyr, 6 de juliol de 1940), en alfabet kazak llatí Nursultan Äbişulı Nazarbayev, nom complet Nursultan Abixulí Nazarbàiev, és un polític kazakh, president del Kazakhstan entre 1990 i 2019.
El 1984 Nazarbàiev va arribar a ser president del Consell de Ministres, treballant sota el comandament de Dinmukhamed Kunayev, Primer Secretari del Partit Comunista del Kazakhstan. Va ocupar el càrrec de Primer Secretari del Partit Comunista del Kazakhstan des del 1980 fins a 1991.
Ha estat el màxim dirigent del país des de 1990, quan va assumir el càrrec de president de la llavors República Socialista Soviètica del Kazakhstan, que encara era part de la Unió Soviètica liderada per Mikhaïl Gorbatxov. Encara que originalment va ser triat per a un mandat de tan sols quatre anys, el 1998 va emetre un decret que li va permetre mantenir-se en el poder per set anys més, fins a les eleccions del 4 de desembre de 2005, quan va ser escollit de nou president en assolir, segons els resultats oficials, el 91% dels vots. L'Organització per a la Seguretat i la Cooperació a Europa ha estimat que aquestes últimes eleccions no han complert els requisits d'un procés lliure i democràtic. En un comunicat emès l'endemà de les eleccions, aquesta organització, que va enviar 460 observadors als comicis, va esmentar les irregularitats durant la campanya, l'assetjament a l'oposició i la manipulació d'urnes entre els incidents que posarien en dubte la credibilitat dels resultats d'aquestes eleccions.
Les seves polítiques han intentat mantenir l'equilibri entre les bones relacions amb Occident i amb Rússia. Ha obert l'explotació dels camps de petroli de Tenguiz i Kaixagan a companyies petrolieres nord-americanes, afavorint un desenvolupament econòmic a partir de la inversió estrangera. La seva política interna ha estat criticada, no obstant això, per la limitació de les llibertats personals i la suposada manipulació dels mitjans de comunicació, en gran part controlats per la seva filla Dariga Nazarbàieva. Ha estat també acusat de corrupció i apropiació indeguda de fons públics. Enfront d'aquestes crítiques, també s'ha rebut els elogis de molts governants estrangers pels seus assoliments econòmics i l'estabilitat que ha viscut el país des de la caiguda de la Unió Soviètica. Nazarbàiev ha propiciat la construcció de grans obres d'enginyeria en el país, i va ser responsable de la decisió de traslladar la capital nacional d'Almati a Astanà.
El 18 de maig de 2007, el Parlament el va investir com a president vitalici, podent presentar-se a les eleccions presidencials quantes vegades volgués. Aquesta llei, no obstant això, és només aplicable a Nazarbàiev. El 19 de març del 2019 renuncià al seu càrrec i l'endemà el nom de la capital del Kazakhstan es rebatejà com a Nursultan en honor seu.
Està casat amb Sara Alpysovna Nazarbàieva, amb la qual té tres filles: Dariga, Dinara i Aliya.

## Biografia

### Joventut
Nazarbàiev va néixer a Shemolgan, una ciutat rural prop d’Almati, a la que llavors era la República Socialista Soviètica del Kazakhstan, una de les repúbliques constituents de la Unió Soviètica.
El seu pare era un treballador pobre al servei d'una família rica local fins que els soviètics van confiscar la granja familiar a la dècada del 1930, durant la política de col·lectivitzacióde Stalin. Després d'això, el seu pare va decidir portar la seva família a la muntanya per viure una existència nòmada. El seu pare va evitar el servei militar obligatori a causa d'un braç atrofiat després de l'extinció d'un incendi.
Al final de la Segona Guerra Mundial, la família va tornar al poble de Shemolgan, i Nazarbàaievva començar a aprendre rus. Ho va fer bé a l'escola i va ser enviat a un internat a Kaskelen. Després de deixar l'escola, va passar un any, a càrrec del govern, a la fàbrica d'acer de Karaganda a Temirtaw. També s'estava entrenant en una fàbrica d'acer a Kamianskè a la República Socialista Soviètica d'Ucraïna, i estava lluny de Temirtaw quan els disturbis per males condicions de treball es van estendre per la ciutat. Als 20 anys, va guanyar un bon sou proporcionant un «treball pesat i perillós» a la cuina.
Es va unir al Partit Comunista el 1962, i aviat es va convertir en un membre important de la Lliga de la Joventut Comunista així com un membre del partit a temps complet i va començar a estudiar a l'Institut Politècnic de  Kharagandí Va esdevenir secretari del Comitè del Partit Comunista del Kombinate Metal·lúrgic de Karaganda el 1972 i, quatre anys més tard, el segon secretari del Comitè Regional del Partit de Kharagandí. Com a buròcrata, Nazarbàiev va gestionar documents legals, qüestions legals i resoldre disputes laborals, així com reunir-se amb treballadors per resoldre problemes individuals. Més tard va escriure que l'assignació centralitzada de la inversió de capital i distribució de fons significava que les infraestructures eren pobres, els treballadors estaven desmoralitzats i amb excés de treball, i els seus objectius eren inassolibles. Va veure els problemes de la fàbrica com un microcosmos dels problemes de la Unió Soviètica en el seu conjunt.

### Arribada al poder

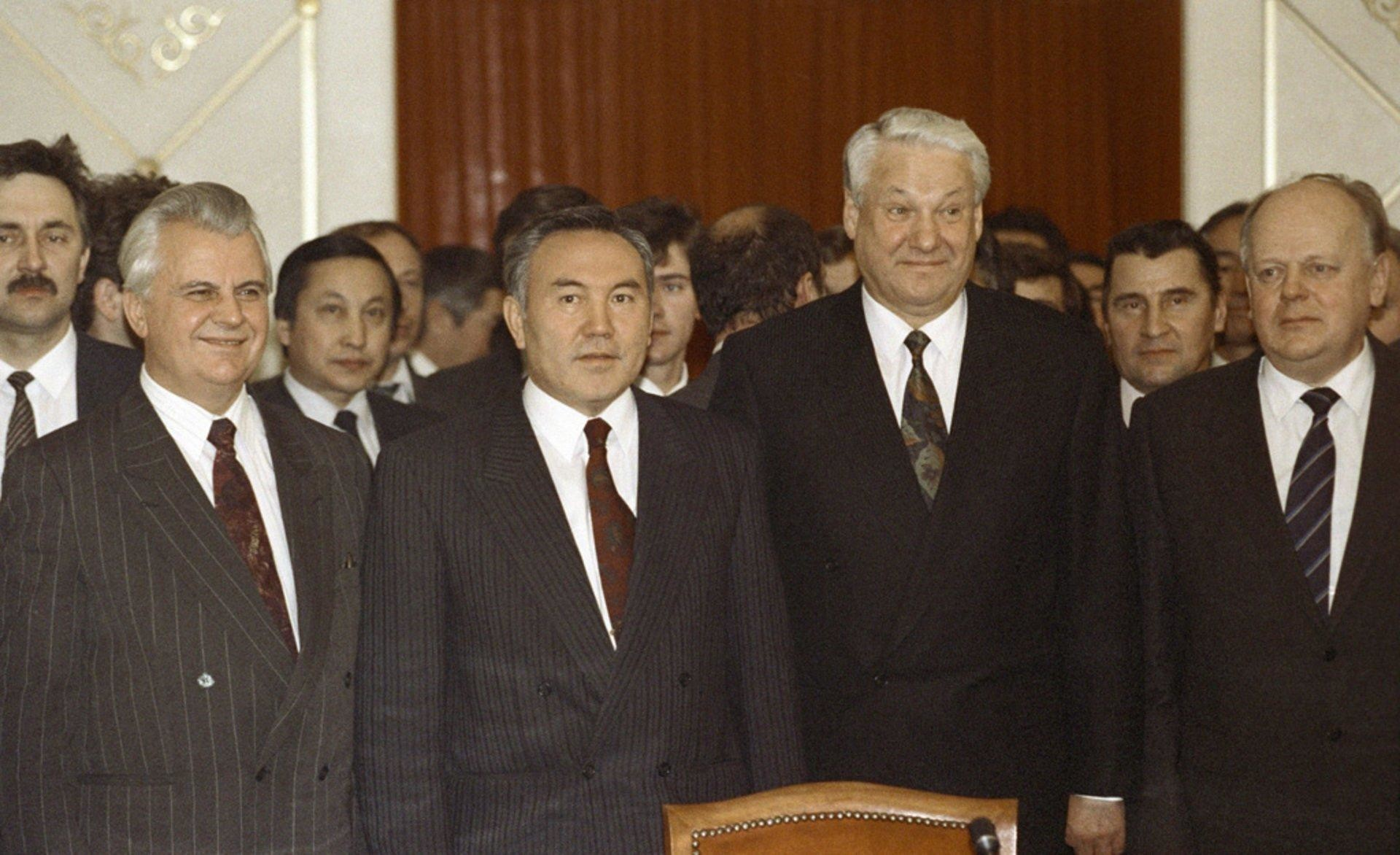
Nazarbàiev (segon des de l'esquerra) a la signatura del Protocol d'Almati el desembre de 1991.

El 1984, Nazarbàiev es va convertir en el primer ministre de la República Socialista Soviètica del Kazakhstan (president del Consell de Ministres), treballant per Dinmukhamed Kunaev, el primer secretari del Partit Comunista del Kazakhstan Nazarbàiev va criticar Askar Kunayev, director de l'Acadèmia de Ciències, al 16 sessió del Partit Comunista de Kazakhstan el gener de 1986 perquè no va reformar el seu departament. Dinmukhammed Kunaev, el cap de Nazarbàiev i germà d'Askar, es va sentir traït. Després va anar a Moscou i va exigir l'acomiadament de Nazarbàiev mentre els partidaris d'aquest últim feien campanya per la marxa de Konaev i la seva promoció. Finalment, Kunaev va ser destituït el 1985 i substituït per un rus, Gennady Kolbin, que, malgrat la seva posició, té pocpoder al Kazakhstan. Aquesta situació va provocar grans manifestacions, conegudes com Jeltoqsan. Nazarbàiev es va convertir en cap del Partit Comunista el 22 juny 1989, el segon kazakh (després de Kunaev) a ocupar aquest càrrec. Va ser president del Soviet Suprem del 22 de febrer al 24 abril 1990.Tot i haver estat nomenat líder del Kazakhstan, Nazarbàiev estava prou a prop de Mikhaïl Gorbatxov per ser la segona opció de Gorbatxov com a vicepresident de la Unió Soviètica el 1990. No obstant això, Nazarbàiev s'hi va negar. El 24 d'abril de 1990, Nazarbàiev es va convertir en el primer president del Kazakhstan pel Soviet Suprem. Va donar suport al president rus Borís Ieltsin durant l'intent de cop de 1991 liderat pel Comitè d'Emergència Estatal.

### President de la República
Nazarbàiev participa en importants conferències i fòrums mundials com les reunions de l'Assemblea General de les Nacions Unides, la Cimera de Seguretat Nuclear o el Fòrum Econòmic Mundial deDavos. Fa que Kazakhstan sigui el país amfitrió de molts esdeveniments internacionals: la cimera de l'OSCE a Astana el desembre de 2010, la 38a sessió del Consell Ministerial de l'OCI el juny de 2011 i les reunions P5+1 Almati 1 i Almati 2 sobre les discussions sobre el programa nuclear amb l'Iran. Nazarbàiev també va llançar una sèrie de fòrums que centren l'atenció de la comunitat internacional, en particular el Forum econòmic d'Astana, el Congrés de Líders de Religions Mundials i Tradicionals, el Fòrum Eurasiàtic de Mitjans de Comunicació, les sessions del Consell d'Inversors Estrangers, etc. Sol·licita benefactors estrangers que desitgin establir vincles econòmics amb Kazakhstan. Entre aquests, l'emirat del Golf Pèrsic de Qatar està finançant la construcció d'una mesquita per a 7.000 fidels (l'islam és la religió dominant al Kazakhstan, encara que l'estat és oficialment laic). També va portar a lluminàries mundials, com l'arquitecte japonès Kishō Kurokawa, que va dissenyar el pla general d’Astanà.

### Transició (1990-1991)
Va ser elegit president de la República el 24 d'abrilde 1990.

#### Primer mandat (1991-1999)

##### Primera part (1991-1995)
Rebateja l'antic Comitè de Defensa de l'Estat pel Ministeri de Defensa i nomena Sagadat Nurmagambetov com a ministre el 7 maig de 1992. El Consell Suprem, sota la presidència de Serikbolsyn Äbdildine, vacomençar a debatre un projecte constitucional el juny de 1992. La Constitucióva crear un poder executiu fort subjecte a un control limitat  Els partits polítics d'oposició Ezat, Zheltoqsan i el Partit Republicà es van manifestar a Almati del 10 al 17 de juny, demanant la formació d'un govern de coalició i la dimissió del govern del primer ministre Serguei Teresxxenko i del Consell Suprem. Les forces de seguretat kazakhs van posar fi a les protestes el 18 juny de 1992. El Parlament del Kazakhstan, compost per diputats comunistes, i que encara no havia estat objecte d'unes eleccions legislatives després de la independència, va adoptar la Constitució el 28 gener de 1993. L'abril de 1995 es va celebrar un referèndum per prorrogar el seu mandat fins a l'1 de desembre de 2000. La proposta va ser acceptada amb 95,5% dels vots. El 10 desembre de 1997, després d'una proposta del president Nazarbàiev el 1994, la capital va ser traslladada d’Almati aAstanà, que va passar a anomenar-se Astana, el nom que significa capital enkazakh.  

#### Segon mandat (1999-2006)

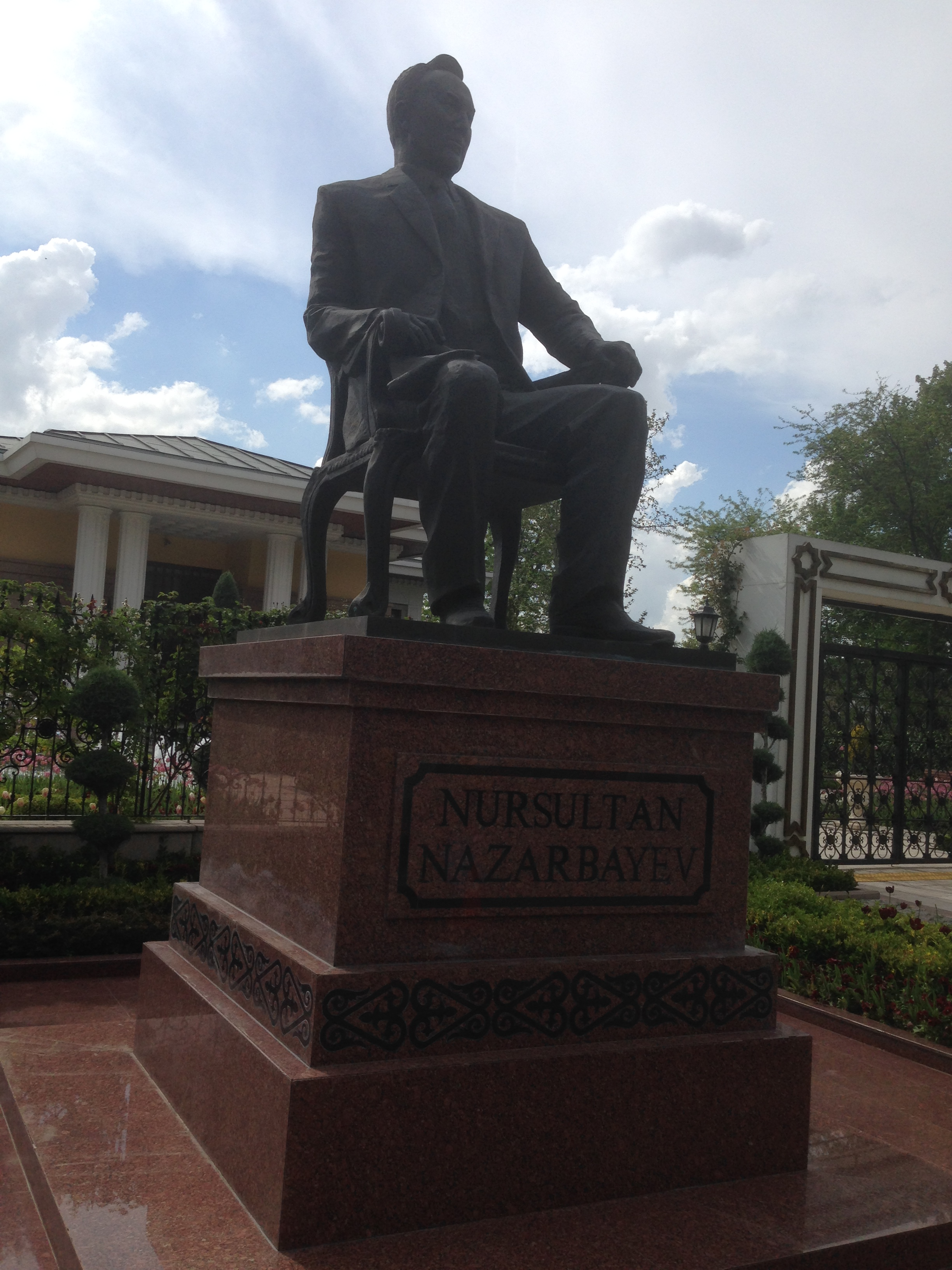
Estàtua de Nursultan Nazarbàiev.

El gener 1999 va ser reelegit amb el 81% dels vots. El mateix any, va fundar el partit polític Otan, rebatejat l'any 2006 Nour-Otan, que controla totalment la cambra baixa del Parlament (tot i que hi ha uns quants diputats sense partit, no hi ha oposició). Nazarbàiev nomena Altynbek Sarsenbaïev, que aleshores era ministre de Cultura, Informació i Concòrdia, com a secretari del Consell de Seguretat kazakh, en substitució de Marat Tajine, el 4 maig de 2001. Aquest últim esdevé president del Consell national de sseguretat (Kazakhstan) i substitueix Alnur Musaïev. Musaiev es converteix, per la seva banda, en president de la guàrdia presidencial.   El desembre de 2012, Nazarbàiev va establir una estratègia nacional a llarg termini: l’estratégia Kazakhstan 2050.   

#### Tercer mandat (2006-2011)
El 4 de desembre de 2005, es van celebrar noves eleccions presidencials i el president Nazarbàiev va ser reelegit amb un 91,15 % dels vots (d'un total de 6.871.571 votants) segons la Comissió Electoral Central de Kazakhstan. Aquesta estimació va ser criticada per l'Organització per a la Seguretat i la Cooperació a Europa i altres organitzacions de seguiment electoral perquè no complia els estàndards internacionals per a unes eleccions democràtiques. Nazarbàiev va jurar l’11 de gener de 2006 per un mandat de set anys.
El 18 de maig de 2007, el Parlament del Kazakhstan va adoptar una esmena que permet que Nazarbàiev aparegui tantes vegades com vulgui. Aquesta esmena s'aplica específicament i només a Nazarbàiev. La disposició original de la Constitució, que deia que un candidat només pot demanar la reelecció dues vegades, segueix sent aplicable a tots els futurs presidents del Kazakhstan
El 2010, Kazakhstan va assumir la presidència de l'OSCE durant un any.
Se li va concedir el títol de líder de la nació per la Cambra Baixa del Parlament el 12 de maig de 2010, un estatus que reforça el culte a la personalitat, la seva immunitat i les seves prerrogatives després de més de vint anys al capdavant de l'estat kazakh. Fins i tot es va inaugurar una estàtua seva al centre d’Ankara el juny de 2010 per simbolitzar els vincles entre Turquia i el Kazakhstan. La constitució també es va reformar per recordar que el president és l'autor de l'himne nacional. L'empremta de la seva mà protectora i cuidada apareix a tots els bitllets. També apareix en un motlle d'or instal·lat al cim d'una torre de la capital, Astanà.
El 2009, l'exministre britànic Jonathan Aitken va publicar una biografia del president titulada Nazarbàiev i la creació de Kazakhstan. El llibre generalment pren una postura positiva cap a Nazarbàiev, afirmant en la introducció que ell és el principal responsable de l'èxit del Kazakhstan modern.

#### Quart mandat (2011-2015)
El 3 d'abril de 2011, el president va ser reelegit per un quart mandat amb el 95,55 % de vots. Abans, el Parlament havia proposat prorrogar el seu mandat fins al 2020. El juliol de 2011, va ser ingressat a l'Hospital Universitari d'Hamburg-Eppendorf sense que el seu ingrés i els motius fossin comunicats oficialment.
El desembre de 2011, els disturbis de Mangystau de 2011 van ser descrits per la BBC com un moviment d'oposició al poder. El 16 desembre de 2011, les protestes a la ciutat petroliera de Janaozén van augmentar el Dia de la Independència del país. Quinze persones van ser assassinades per les forces de seguretat i un centenar van resultar ferides. Les protestes es van estendre ràpidament a altres ciutats i després es van esvair. Els judicis que van seguir van revelar abusos i tortures practicades sobre els detinguts.
El president Nursultan Nazarbàiev va rebre el títol nacional d'Home de l'Any el 2012. En qüestions de política estatal, el títol també va ser concedit al president rus Vladímir Putin i al president bielorús Aleksandr Lukaixenko. Van ser atorgats per la creació de la Comunitat Econòmica Eurasiàtica i la Unió duanera.
El 25 de febrer, el president Nazarbàiev va anunciar que les noves eleccions presidencials tindrien lloc el 26 abril 2015.

#### Cinquè mandat (2015-2019)
Les eleccions presidencials van tenir lloc el 26 d'abril de 2015. L'endemà, la comissió electoral central va anunciar que era reelegit amb el 97,7 % de vots. La taxa de participació va ser del 95,22 %. Segons l'informe preliminar i l'informe de la missió d'observació electoral de l'OSCE, les eleccions van tenir lloc pacíficament malgrat les restriccions mediàtiques, la manca de transparència en el finançament dels partits i el nombre limitat de candidats de l'oposició.

#### Renúncia
Va anunciar la seva dimissió el 19 de març de 2019, que va entrar en vigor l'endemà. Va ser substituït pel president del Senat, Khassim-Jomart Tokhàiev, que va d'assumir el paper de manera interina fins a les properes eleccions. No obstant això, segueix sent el cap del Consell de Seguretat del Kazakhstan de per vida i continua liderant el partit governant Nour Otan. Gràcies a una modificació de la Constitució l'any 2010 i a una llei aprovada l'any 2018, té la condició d'Elbasy (cap de la nació), que li garanteix la immunitat judicial i un paper important. Aquest títol va ser, però, retirat durant el referèndum constitucional del Kazakhstan de 2022.
Es presenta com l'últim líder de l'època soviètica que va deixar el poder.
Entre 2019 i 2022, la capital del país, Astanà, va prendre breument el nom de Nur-Sultan en el seu honor.

### Retirada gradual del poder

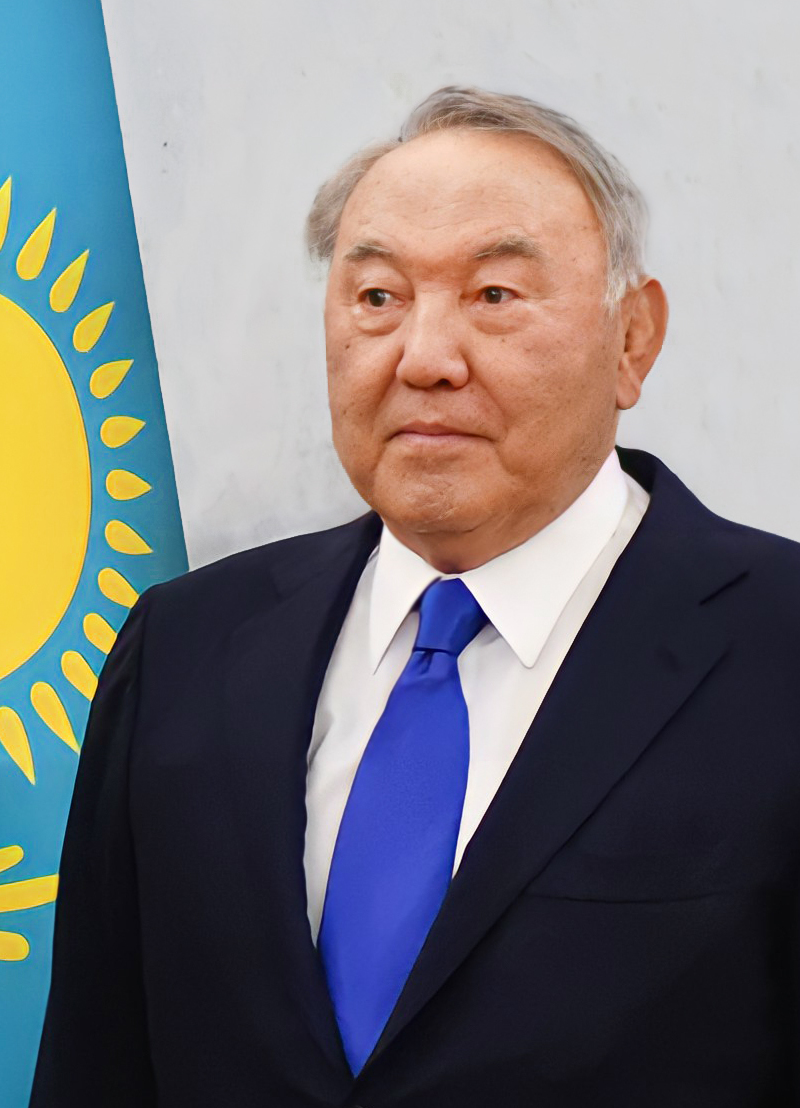
Nursultan Nazarbaiev el juny 2021.

La primera decisió del seu successor, que va ser aprovada pel Parlament, va ser donar a la capital, fins aleshores anomenada Nursultan, el seu mateix nom, Astanà. També va instal·lar la seva filla Dariga Nazarbaïeva com a presidenta del Senat (un càrrec que assegura la presidència del país en cas de buit de poder) o el seu nebot Samat Abich com a primer vicepresident del Comitè de Seguretat Nacional (KNB). Aquesta situació li permet mantenir en realitat les principals palanques del poder, mentre que el seu successor Khassim-Jomart Tokhàiev té una influència política limitada en comparació amb ell.